# 20 złotych 1925 Polonia
20 złotych 1925 Polonia – moneta próbna okresu złotowego II Rzeczypospolitej, wybita według projektu Antoniego Madeyskiego, który zajął drugie miejsce w konkursie przeprowadzonym w 1925 r. na projekt złotych polskich monet planowanych do wprowadzenia do obiegu jako element reformy walutowej Władysława Grabskiego.

## Rys historyczny
W jednym z aktów prawnych poprzedzających reformę Władysława Grabskiego, tj. w dekrecie Prezydenta RP z 20 stycznia 1924 r., przewidywano bicie 3100 złotych z jednego kilograma stopu złota próby 900 (9/31 grama czystego kruszcu na 1 złoty), w nominałach: 10, 20, 50 i 100 złotych. 26 maja 1924 r. Minister Skarbu wydał rozporządzenie ustalające wzory 13 monet o nominałach od 1 grosza do 100 złotych, w tym planowanych wówczas do wprowadzenia czterech nominałów ze złota, dla których wybrano wspólny wzór awersu autorstwa Antoniego Madeyskiego (określający również nominał) oraz wspólny rewers z klęczącym rycerzem autorstwa Tadeusza Breyera.
Mimo wydanego w 1924 r. rozporządzenia, w ramach kolejnego etapu przygotowań Mennicy Państwowej do realizacji postanowień dekretu, na początku 1925 r. rozpisano nowy konkurs na projekt złotych polskich monet obiegowych. Zwyciężczynią została Zofia Trzcińska-Kamińska, według projektu której bito później (od 1926 r.) złote bulionowe 20-złotówki z Bolesławem Chrobrym. Drugie – nagrodzone miejsce zajął właśnie projekt Antoniego Madeyskiego przedstawiający profil głowy kobiety w chuście i w wieńcu z koniczyny na tle kłosów pszenicy – w zamyśle artysty była to zapewne Polonia – personifikacja Polski.
Nagrodzony projekt rewersu Antoniego Madeyskiego został wybity przez Mennicę Państwową w postaci próbnej 20-złotówki z umieszczoną datą roczną „1925", bez napisu „PRÓBA” i znaku mennicy w Warszawie.
W latach trzydziestych XX w. z projektu rewersu Madeyskiego skorzystano dla monet obiegowych: 2, 5 oraz 10 złotych.

## Awers
Na tej stronie umieszczono godło – orła w koronie, poniżej napis „20 ZŁOTYCH 20”. Rysunek awersu jest zgodny z zatwierdzonym rozporządzeniem z 1924 r. projektem Antoniego Madeyskiego.

## Rewers
Na tej stronie monety znajduje się lewy profil głowy kobiety w wianku na tle promieni słonecznych w formie zboża, powyżej w otoku napis: „RZECZPOSPOLITA POLSKA”, z lewej strony u dołu: „1925 R.”, z prawej strony u dołu małymi literami: „ANT. MADEYSKI”. Rewers został wykonany według nagrodzonego w 1925 r. projektu Antoniego Madeyskiego.

## Opis
Moneta została wybita z rantem gładkim na krążku o średnicy 21 mm. W drugim dziesięcioleciu XXI w. znane są jej następujące odmiany w:
- brązie (nakład 105 sztuk, masa 4,56–5,85 grama),
- srebrze (nakład 12 sztuk, masa 4,32 grama),
- miedzi (nakład 10 sztuk, masa 4,44–4,57 grama),
- złocie (nakład 5 sztuk, masa 5,93–6 gramów).

W okresie międzywojennym utrwaliła się w części społeczeństwa potoczna opinia, iż kobieta na rewersie to królowa Jadwiga, gdyż Madeyski wykonał również sarkofag tej królowej dla katedry wawelskiej. Według tradycji obowiązującej w rodzinie artysty utrwalił on w tym wizerunku idealizowany portret swej siostrzenicy – Wandy Syrokomskiej-Petraźyckiej. Według innych relacji modelką była Janina Żółtowska (która przed I wojną światową odwiedziła Madeyskiego w rzymskiej pracowni), późniejsza żona Ludwika Hieronima Morstina, w 1923 r. polskiego attaché wojskowego w Rzymie, przyjaciela Madeyskiego. Podobno rezultatem odnowionej po latach znajomości było między innymi to, że artysta w 1925 r. stanął do konkursu na projekt polskiej monety złotej, w którym utrwalił urodę modelki w profilu podobnym do profilu królowej Jadwigi z sarkofagu wawelskiego. Być może więc w potocznej opinii była i część prawdy, iż na monecie tej widniała głowa królowej Polski.
Pod koniec drugiego dziesięciolecia XXI w. ze znanych monet II Rzeczypospolitej dwudziestozłotówka próbna Polonia jest:
- jedną z trzech próbnych monet 20-złotowych, obok:
  - 20 złotych 1925 Bolesław Chrobry,
  - 20 złotych 1924 Monogram RP,
- jednym z pięciu nominałów wybitym z rewersem Polonia autorstwa Antoniego Madeyskiego, obok:
  - próbnej 1 złoty 1932 Polonia,
  - obiegowej 2 złote wzór 1932 Polonia,
  - obiegowej 5 złotych wzór 1932 Polonia,
  - obiegowej 10 złotych wzór 1932 Polonia,
- jedną z siedmiu monet będącymi efektem przygotowań Mennicy Państwowej do wprowadzenia złotych monet obiegowych przewidywanych przez reformę walutową Władysława Grabskiego, obok:
  - 10 złotych 1925 Profile kobiety i mężczyzny – projektu Antoniego Madeyskiego,
  - 10 złotych 1925 Bolesław Chrobry projektu Zofii Trzcińskiej-Kamińskiej,
  - 20 złotych 1924 Monogram RP projektu T. Załuskiego,
  - 20 złotych 1925 Bolesław Chrobry – projektu Zofii Trzcińskiej-Kamińskiej
  - 50 złotych 1924 Klęczący rycerz – projektu Tadeusza Breyera oraz
  - 100 złotych 1925 Mikołaj Kopernik – projektu Stanisława Szukalskiego.

W początku XXI w. Mennica Polska w ramach serii: „240 lat Mennicy Polskiej – Repliki monet polskich według projektów z okresu międzywojennego” wydała blister zawierający cztery pozłacane repliki/wyobrażenia złotych monet II Rzeczypospolitej z awersami zgodnymi z rozporządzeniem Ministra Skarbu z 1924 r. zatwierdzającym wzory polskich monet obiegowych oraz rewersem „Polonia” autorstwa Antoniego Madeyskiego. Numizmat 20-złotówki z tego blistra jest de facto repliką próby 20 złotych 1925 Polonia.

## Odmiany
Znane są również odbitki w mosiądzu – nakład nieznany, masa 3,5 grama.